# Richard Stanley
Pour les articles homonymes, voir Richard Peter Stanley et Stanley.
Richard Stanley est un cinéaste sud-africain né à Fish Hoek le 22 novembre 1966. Richard Stanley vit et travaille depuis 2008 à Montségur, en France. Il est notamment l'auteur de Hardware et de Le Souffle du démon.
En 1991, Hardware, dans lequel apparaissent les chanteurs Lemmy Kilmister, Iggy Pop et Carl McCoy du groupe Fields of the Nephilim, obtient le prix des effets spéciaux au festival d'Avoriaz.

## Biographie
Richard Stanley est né à Fish Hoek, en Afrique du Sud le 22 novembre 1966. Il est le descendant du fameux journaliste et explorateur Sir Henry Morton Stanley. Sa mère, Penny Miller, est une artiste et anthropologue, surtout connue pour ses livres Mythes et Légendes de l'Afrique Méridionale. Enfant, Richard voyagea à de très nombreuses reprises avec elle pendant qu'elle se documentait sur le folklore et la sorcellerie du territoire. De fait, sa prime jeunesse se déroula dans un monde où la « magie » faisait partie du quotidien.
Alors qu'il était encore un étudiant à l'université du Cap, où il étudia l'anthropologie, Stanley travailla pour le département des archives du Conservatoire National Sud-Africain, filmant des danses tribales et des rituels d'initiation. Pendant la guerre de l'Angola, Stanley évita la mobilisation et émigra à Londres.

## Carrière

### Débuts (1983-1987)
Les premiers pas de Richard Stanley dans la réalisation se firent au lycée où il joignit le Young Filmmaker's Workshop. C'est à ce moment qu'il fit son premier film, Rites of Passage. Tourné sur super-8, le court-métrage de 10 minutes esquisse une comparaison entre l'Homme moderne et l'Homme primitif. Cette œuvre lui permit de remporter l'IAC International Student Film Trophy en 1984.
Stanley continua sur la lancée de ses premiers succès avec l'ambitieux film Incidents in a Expanding Universe, d'une durée de 45 minutes et tourné sur pellicule 8 mm. Prenant place dans une contre-utopie, le film sert de travail préparatoire pour le film se déroulant dans un univers cyberpunk Hardware. Ce dernier remportera le IAC Gold Seal Award.
Dans le milieu des années 80, Stanley commença à travailler sur deux courts-métrages supplémentaires. In a Season of Soft Rains était un autre voyage futuriste, mais une majorité des rush furent perdus. Dust Devil était un de ses premiers travaux sur pellicule 16 mm. Inspiré par une série de meurtres irrésolus en Namibie, le court-métrage n'a jamais été terminé, mais les rushs peuvent être vus sur le DVD édité par Subversive Cinema.

### Réalisation de clips musicaux (1987-1990)
Suivant le mouvement, Stanley commença à se revendiquer en tant que réalisateur de clips vidéos dans la Londres de 1987. Il réalisa des clips pour différents groupes, y compris Fields of the Nephilim, Public Image Limited et Renegade Soundwave.
À la fin des années 1980, Stanley voyagea en Afghanistan afin de documenter la guerre qui opposait l'URSS à l'Afghanistan. Stanley et son équipe témoignèrent du retrait des troupes soviétiques et du plongeon du pays dans la guerre civile qui amena les talibans au pouvoir. Le documentaire qui en résulta Voice of the Moon, est une vision surréaliste des vies quotidiennes des Afghans luttant pour la survie. Stanley a vu de ses yeux le siège de Jalalabad, et les évènements qui accompagnèrent sa fuite du pays, accompagné par son caméraman blessé, Immo Horn, formèrent plus tard la base de Addicted to Danger, par Sebastian Junger. Le documentaire est disponible sur le DVD Dust Devil, publié par Subversive Cinema.

### Succès auprès du grand public (1990-1996)
Stanley fit ses débuts dans la réalisation de longs-métrages avec le film de science-fiction post apocalyptique Hardware, en 1990. Le film incorporait à la fois le style visuel unique de Richard Stanley et ses racines dans le clip musical avec des apparitions des musiciens Iggy Pop, Carl McCoy et Lemmy Kilmister. Tourné avec un budget d'approximativement 960 000 £, il fut financé par les frères Weinstein et distribué aux États-Unis par la Millimeter Films division.
Stanley retourna à ses racines sud-africaines avec le film d'horreur paranormale Dust Devil en 1993. Libéré des contraintes d'un petit budget, Stanley s'est servi de lieux de Namibie afin de fusionner le scénario et les personnages, avec le son et la vidéo. Modifié en post-production avec les changements apportés par le distributeur Miramax, le montage du réalisateur fut officiellement publié sur DVD par Subversive Cinema en septembre 2006.
En 1994, Stanley s'est orienté de nouveau vers le monde des clips musicaux en réalisant une vidéo de 50 minutes pour l'album concept de Marillion, Brave, qui a depuis été édité sur DVD. Il reniera plus tard le résultat final, assurant que le produit avait été réédité sans son consentement dans le but de durer suffisamment longtemps.
Le projet suivant de Stanley était la troisième version filmée de réelle importance du roman de H. G. Wells L'Île du docteur Moreau, pour New Line Cinema, en 1996. Stanley avait originellement écrit le screenplay pour le remake de L'Île du docteur Moreau, dont le budget était de 35 millions de dollars, mais après quelques premiers jours tumultueux, il fut licencié de son poste de réalisateur. En effet, les acteurs Val Kilmer et Marlon Brando étaient alors au sommet de leur célébrité, et leurs égos se sont révélés difficilement contrôlables, notamment car leurs situations personnelles étaient alors difficiles. Alors que Marlon Brando avait à l'esprit le suicide de sa fille Cheyenne, son divorce et un test nucléaire français à Mururoa, à plus de 1000 km d'une de ses résidences principales, Richard Stanley s'est retrouvé complètement dépassé par la situation. Le script de Stanley fut retravaillé par une toute nouvelle équipe, et le résultat final avait peu en commun avec son travail original. Afin de pouvoir voir la progression du film, Richard Stanley s'est fait embaucher comme figurant, portant un masque de lion. Il ne le retirait pas durant l'ensemble du tournage afin qu'on ne le reconnaisse pas.

### Documentaires
À l'aube du nouveau millénaire, Stanley réinvestit le monde des documentaires. Il finit The Secret Glory - une analyse de la recherche du Saint Graal par l'officier SS Otto Rahn - en 2001 et The White Darkness - un aperçu des pratiques vaudous en Haïti - en 2002. Après plusieurs festivals dans le monde entier, le coffret-DVD Dust Devil, édité par Subversive Cinema en 2006, recueillit les différents documentaires qui en furent issus.

### AuXXIesiècle
Les travaux cinématographiques les plus récents de Stanley incluent plusieurs courts-métrages. Children of the Kingdom fut publié au sein de la collection de courts-métrages Europe - 99euro-films 2 en 2003. L'histoire de science fiction la Mer de Perdition fit son avant-première au festival du film de Sitges, et est depuis disponible en ligne, tout comme dans la publication DVD de Hardware de chez Severin en 2009.
Richard Stanley est revenu vers le long métrage en tant que contributeur à l'écriture et à la réalisation de l'anthologie de films d'horreur The Bizzare Theatre. Sa contribution consiste en une adaptation de la nouvelle Mother of Toads de Clark Ashton Smith.
En plus de la réalisation, Stanley a continué son travail de scénariste. Il a co-écrit le script du film de Nacho Cerdà The Abandoned (2006) et fournit le scénario pour la prochaine adaptation du Cerdà de la bande dessinée I Am Legion. De plus, Stanley a collaboré au scénario du thriller horrifique Imago mortis (2009). Il a également co-écrit l'adaptation de High Rise de J.G. Ballard, avec le réalisateur Vincenzo Natali.
Stanley a aussi accompli différents travaux dans le monde des réseaux sociaux en ligne. Il a lancé le site interactif Terra Umbra - Empire of Shadows en octobre 2009. Il s'agit d'une enquête, toujours en cours, à propos du monde invisible et de l'Histoire cachée de l'Europe méridionale. Alors résident à Montségur (Ariège), village emblématique du catharisme, il a également sorti un livre numérique, intitulé Shadow of the Grail - Magic and Mystery at Montsegur en décembre 2010.
Au début de 2012, il a été annoncé que Stanley collaborerait à l'anthologie The Profane Exhibit. Sa contribution sera le court-métrage Coltan, qui est décrit comme "un aperçu incoercible de la face la plus sombre de l'Afrique".
Shadowland, entre le documentaire et le folk horror, est tourné en 2022 notamment à Montségur, haut-lieu du catharisme en Ariège, avec l'usage de drones.

## Filmographie
- 1983 : Rites of Passage - court-métrage
- 1985 : Incidents in an Expending Universe - court-métrage ; réalisateur/scénariste
- 1986 : In a Season of Soft Rains - court-métrage ; réalisateur/scénariste
- 1991 : Hardware
- 1992 : Le Souffle du démon (Dust Devil)
- 2012 : The Theatre Bizarre (segment "The Mother Of Toads")
- 2019 : Color Out of Space